# 綱島公園
綱島公園（つなしまこうえん）は、神奈川県横浜市港北区綱島台1に所在する都市公園(近隣公園)。

## 概要
市北部、鶴見川の平野部に立地する標高30メートル程の独立丘（綱島台）上部に所在し、雑木林の広がる緑豊かな公園で、春には花見も楽しめる。また、プールやテニスコートの運動施設も併設されている。

## 主な施設
- プール
- テニスコート（夏季はプールとなるため使用できない。）
- こどもログハウス「モッキー」[1]
- 綱島古墳（横浜市指定史跡）

## 交通
- 東急東横線綱島駅から徒歩約7分
- 東急新横浜線新綱島駅から徒歩約12分